# Erythrura pealii
El diamante de Fiyi (Erythrura pealii) es una especie de ave paseriforme de la familia Estrildidae endémica de Fiyi. Habita los bosques de tierras bajas y pastizales de estas islas del Pacífico.